# Eine Handvoll Staub
Eine Handvoll Staub (Originaltitel: A Handful of Dust) ist ein britisches Filmdrama von Charles Sturridge aus dem Jahr 1988. Der Film basiert auf dem Roman A Handful of Dust von Evelyn Waugh.

## Handlung
Die Ehe des englischen Landedelmannes Tony Last und seiner Frau Brenda geht in die Brüche. Brenda beginnt eine Affäre mit dem gesellschaftlichen Aufsteiger John Beaver. Als der achtjährige Sohn der Lasts, John Andrew, bei einem Reitunfall ums Leben kommt, informiert Brenda Tony über ihre Affäre. Sie bittet um die Scheidung, damit sie Beaver heiraten kann. Tony ist erschüttert, stimmt aber zunächst zu und will sie mit 500 Pfund pro Jahr unterstützen. Beaver und seine Mutter drängen Brenda, 2.000 Pfund pro Jahr zu verlangen. Für diesen Betrag müsste Tony Hetton Abbey, sein geliebtes viktorianisch-gotisches Haus und Anwesen, aufgeben. Nachdem er festgestellt hat, dass Brenda weiß, dass er das Anwesen aufgeben müsste, und da er ebenso wie sie weiß, wie sehr er sein Haus liebt, zieht er sich aus den Scheidungsverhandlungen zurück. Er kündigt an, dass er sechs Monate lang verreisen will. Nach seiner Rückkehr, so sagt er, könne Brenda sich scheiden lassen, allerdings ohne finanzielle Unterstützung.
Ohne die Abfindung verliert Beaver das Interesse an Brenda. Sie verarmt, und Beaver zieht mit seiner Mutter nach Kalifornien. Tony schließt sich einem Forscher an, der auf der Suche nach einer angeblich verlorenen Stadt im brasilianischen Urwald ist. Die Expedition scheitert und Tony ist der letzte Überlebende. Er wird von Mr. Todd gerettet, einem Siedler, der über eine kleine Gemeinde in einem unzugänglichen Teil des Dschungels herrscht. Der Analphabet Mr. Todd hat eine Sammlung der Romane von Charles Dickens, die Tony ihm vorliest. Als Mr. Todd sich weiterhin weigert, Tony bei der Rückkehr in die Zivilisation zu helfen, erkennt Tony, dass er gegen seinen Willen festgehalten wird. Ein Suchtrupp erreicht schließlich die Siedlung, aber Todd hat dafür gesorgt, dass Tony betäubt und versteckt wird; er erzählt dem Suchtrupp, dass Tony gestorben sei, und gibt ihm seine Uhr mit auf den Weg. Als Tony erwacht, erfährt er, dass seine Hoffnungen auf Rettung zunichtegemacht wurden und dass er dazu verdammt ist, seinem Entführer auf unbestimmte Zeit Dickens vorzulesen. Zurück in England wird Tonys Tod akzeptiert; Hetton geht an seine Cousins über, die ein Denkmal zu seinem Gedenken errichten, während Brenda ihre Situation löst, indem sie Tonys Freund Jock Grant-Menzies heiratet.

## Rezeption

### Kritik
Roger Ebert von der Chicago Sun-Times verlieh dem Film drei von vier Sternen und erklärte, dass der Film eigentümlich, aber provokativ sei. Die Handlungen implizierten mehr, als die Dialoge erklärten, und es gab Passagen, in denen man nicht ganz glauben könne, wie monströs sich die Figuren verhielten. Eine Handvoll Staub enthalte mehr Grausamkeit als ein Dutzend gewalttätiger Hollywood-Thriller, die jedoch stets ruhig, fast höflich ausgedrückt würde.
Vincent Canby von The New York Times lobte Anjelica Hustons Darstellung von Mrs Rattery als „überwältigende Leistung“, nannte den Film jedoch zu wörtlich und ohne wirkliche Aussage.
Das Lexikon des internationalen Films schreibt, dass der Film zwar „hervorragend gespielt und bestechend fotografiert“ sei, sich aber „in den aufwendig rekonstruierten Kostümen und Kulissen“ verliere und die „existentielle Tragik […] weitgehend oberflächlich und klischeehaft“ bleibe.

### Einspielergebnisse
Im Vereinigten Königreich spielte der Film £608.594 ein, in den Vereinigten Staaten und Kanada $1.560.700.

## Auszeichnungen
BAFTA Awards 1989
- Auszeichnung in der Kategorie Beste Nebendarstellerin (Judi Dench)
- Nominierung in der Kategorie Beste Maske

Oscarverleihung 1989
- Nominierung in der Kategorie Bestes Kostüm-Design